# Jo Schultheis
Jo Schultheis (* 10. Oktober 1949 in Bonn-Bad Godesberg; † 12. März 2012 in Köln) war ein deutscher Installationskünstler und Grafiker.

## Leben
Nach dem Abitur auf dem Jesuiten-Gymnasium Aloisiuskolleg studierte Schultheis von 1970 bis 1980 Germanistik und Rechtswissenschaften in Bonn.
Seit 1980 war er als Autodidakt künstlerisch tätig. Er lebte und arbeitete seit 1993 in Köln und zuletzt in Villiprott im Rhein-Sieg-Kreis. Sein filigranes Werk umfasst neben Graphit- und Tuschezeichnungen, Aquarellen, Material- und Photocollagen, Objekten und Installationen auch Texte und Performances.

## Ausstellungen
- 1980 Galerie Klein, Bonn
- 1981 Fabrikhalle, Köln-Deutz
- 1982 Galerie Klein, Bonn (E); „Bonner Künstler aktuell“, Städtisches Kunstmuseum Bonn (Kat.)
- 1983 „due angoli“, Galerie Klein, Bonn (mit Günter R. Tuzina)
- 1984 Kunstraum Fuhrwerkswaage, Köln; „Bonner Bilderbogen“, Bonner Kunstverein (Kat.); Förderkoje Galerie Klein, Art Cologne
- 1986 Galerie Klein, Bonn (E, Kat.); Galerie Onrust, NL-Amsterdam (E, Kat.); Medien Mafia, Düsseldorf (Kat.); „Quasar“, Galerie Ha.Jo. Müller, Köln
- 1989 „1989“, Galerie Klein, Bonn (E)
- 1990 „Nervenland“, Galerie Ha.Jo. Müller, Köln (mit Hella Berent); „Von Teppichen und Bergen“, Paszti-Bott Galerie, Köln (mit Hella Berent)
- 1991 „Codifications“, Galerie Wimmer, F-Montpellier (mit Gibbs)
- 1992 Galerie Raum 77A, Düsseldorf (E, Kat.)
- 1993 „Magendruck“, Galerie FOE 165, München (mit Gibbs)
- 1994 „Die Frechheit der Sehnsucht“, Jo's Garage, Bonn (E); Kunst Parterre Galerie, Viersen; „Coming soon“, Bauhaus Fischer, Wuppertal (mit Fujio Akai und M. Dostal)
- 1996 „Wie ein Partisan“, Zeitkunstgalerie, Köln (E)
- 1997 Zeitkunstgalerie, A-Kitzbühel (mit Antonius Höckelmann); „Geschwader“, Museum Doko, Köln (Kat.) (mit M. Takazawa); „Heaven’s Place“, Pfarrkirche Kall
- 1998 „G.U.T.E.N.M.O.R.G.E.N.“, Galerie Klein, Bad Münstereifel (E)
- 1999 „Miss Luna, Part I/II“, Museum Doko, Köln; „Flavour“, Garage B Gallery, J-Tokyo (mit Fujio Akai); „Wings“, Heaven Gallery, J-Amanohashidate (E); Fat Marks Place, J-Kyoto (mit Fujio Akai)
- 2000 „Hommage an Achim Duchow“, Galerie Klein, Bad Münstereifel; „Düsseldorf 733…..“, Kunstverein Lippstadt; „Nervous Elegance“, Space 2324, National Art Gallery und Goethe Institut; MAL-Kuala Lumpur (E)
- 2001 „Torano Notte E Giorno“, I-Torano di Carrara (mit Museum Doko); „Die Dämmerung verspricht ein leuchtendes Bein“, Erdrand 432 ü.N.N, B-Weweler (E); „Tormentum“, Kunstraum 21, Köln (E)
- 2003 „Diverses und das, was dazugehört“, Exit Art Galerie, Köln (E); „IN“, Kunstraum 21, Köln (E); „TEE VAU“, Galerie 68elf, Köln (mit Gibbs)
- 2004 „Augenraub“, Zeitkunstgalerie, A-Kitzbühel (mit Krimhild Becker u. Knopp Ferro); „Interim“, glanzundgloria, Köln
- 2005 La Linea Galerie, Volvo-Zentrum, Köln (E); „Zwei oder drei Dinge, die ich von mir weiß.“, Galerie Klein, Bad Münstereifel (E); „35 Jahre Galerie Klein“, Galerie Klein, Bad Münstereifel
- 2007 „C'est vrai, Chef“, Kunstraum 21, Köln (E); „Heute“, Galerie Christian Lethert, Köln (mit Kai Richter)
- 2008 Meyer-Köring v. Danwitz Privat, Bonn (E)

## Performance
- 1993 FOE 156 Galerie, München (mit Gibbs); Grosse Freiheit, Hamburg (mit „Lost in Mekka“)
- 1994 Ruhr-Universität, Bochum (mit Gibbs); Galerie Klein, Bonn (mit Gibbs)
- 1995 Städtische Galerie, Remscheid (mit Lars Brandt u. Gibbs)
- 1996 Atelierhaus, Bonn (mit Lars Brandt u. Gibbs); Stadtmuseum, Köln (mit Knopp Ferro); Ultimate Academy, Köln
- 2000 Zeitkunstgalerie, A-Kitzbühel (mit Gibbs)
- 2001 British Academy of Art, E-Barcelona (mit Fujio Akai u. Irene Lorenz)
- 2002 Artforum, Köln (mit Bageritz u. Gibbs)

## Bühnenbild
- 1985 Bühnenbild zu Samuel Beckett: „Gesellschaft“, Galerie Klein, Bonn
- 1988 Bühnenbild zu Gert Jonke: „Gegenwart der Erinnerung“, Museum Abteiberg Mönchengladbach, ‚Syndikat’ Bonn, Heimatmuseum Hückeswagen, Schauspielhaus Düsseldorf

## Publikationen
- 1988 „Gegenwart der Erinnerung“. Lesebuch zu einem Schauspiel nach Gert Jonke, hrsg. v. Robert Hunger-Bühler und Jo Schultheis, Verlag Lothar Weber, Bonn
- 1990 „Nervenland“, mit Hella Berent, Michael Kellner Verlag, Hamburg
- 2009 „Weniger nebenan“, Künstlerbuch von Jo Schultheis, 25 Ex., Salon Verlag & Edition, Köln
- 2010 „Die Mittel der Malerei“, Künstlerbuch zusammen mit Klaus Gaida, 25 Ex., Salon Verlag & Edition, Köln